# Les Country Bears
Pour plus de détails, voir Fiche technique et Distribution.
Les Country Bears (titre original : The Country Bears) est un film américain réalisé par Peter Hastings, sorti en 2002.

## Synopsis
Beary Barrington, un jeune ourson apprend qu'il a été adopté. Il quitte alors le domicile familial et découvre une salle légendaire : Le Country Bear Hall. Celle-ci étant menacée de démolition, il va tout faire pour la sauver, y compris organiser un concert avec Les Country Bears, célèbre groupe des années 1970.
Le scénario du film est une adaptation de l'attraction Country Bear Jamboree.

## Fiche technique
- Titre original : The Country Bears
- Titre français : Les Country Bears
- Réalisation : Peter Hastings
- Scénario : Mark Perez
- Montage : George Bowers, Seth Flaun, Dean Holland, et Antoine Lemperriere
- Musique : Christopher Young et Don Henley
- Production : Jeffrey Chernov et Andrew Gunn
- Société de production : Walt Disney Pictures
- Société de distribution : Walt Disney Pictures
- Pays de production :  États-Unis
- Langue : Français
- Genre : Comédie musicale
- Format :
- Classification : États-Unis : Tous publics ; France : Tous publics
- Durée : 88 minutes
- Dates de sortie : 
  - États-Unis : 26 juillet 2002
  - France : 13 juillet 2003

## Distribution
- Haley Joel Osment (V. Q. : Xavier Dolan) : Beary Barrington
- Christopher Walken ( V. Q. : Hubert Gagnon) : Reid Thimple
- Diedrich Bader ( V. Q. : Yves Corbeil) : Ted Bedderhead / (V. Q. : François Godin) : Officier Beure
- Queen Latifah ( V. Q. : Carole Chatel) : Cha-Cha
- Daryl Mitchell (V.Q : Gilbert Lachance) : Officier Jambone
- Brad Garrett (V. Q. : Pierre Chagnon) : Fred Bedderhead
- Toby Huss (V. Q. : Louis-Georges Girard) : Tennessee
- Candy Ford ( V. Q. Dorothee Berryman) : Trixie St Claire
- Stephen Root (V. Q. : François L'Écuyer) : Zeb
- Stephen Tobolowsky (V. Q. : Pierre Auger) : M. Norbert Barrington
- Alex Rocco (V. Q : Vincent Davy): Rip Holland
- Kevin Michael Richardson (V. Q. : Vincent Bilodeau) : Henry Dixon Taylor
- Meagen Fay (V. Q : Johanne Garneau) : Mme Barrington
- M. C. Gainey (V. Q : Martin Watier): Roadie
- James Gammon (V. Q : Robert Lavoie) : Grand Al
- Eli Marienthal (V. Q : Sebastien Reding) : Dex Barrington
- Jess Harnell (V. Q : Manuel Tadros) : Long-Haired Dude
- Krystal Harris (V. Q : Aline Pinsonneault) : Elle-même
- Elton John (V.Q : Sylvain Hétu) : Lui-même
- Willie Nelson (V. Q : Claude Préfontaine) : Lui-meme
- Xzibit (V. Q : Stéphane Rivard) : Lui-meme
- Jennifer Paige (V. Q : Anne Dorval) : Serveuse
- Chip Chinery (V. Q : Jean-Luc Montminy) : Tom Tamina
- Don Henley (V. Q : Jacques Lavallée) : Lui-meme

## Musique
La bande originale du film est sortie le 30 juillet 2002. Bela Flack fut d'ailleurs nommée aux Grammy Awards 2003 pour la meilleure performance country.
1. John Hiatt - Let It Ride
2. John Hiatt - Where Nobody Knows My Name
3. Don Henley & Bonnie Raitt - Can Love Stand The Test
4. Krystal Harris - The Kid In You
5. Brian Setzer - I'M Only In it For The Money
6. Jennifer Paige - Kick It Into Gear
7. John Hiatt, Elizabeth Daily, Colin Hay, Don Henley, Bonnie Raitt - Straight To The Heart Of Love
8. Béla Fleck - Bear Mountain Hop
9. John Hiatt - Just The Goin
10. Elizabeth Daily - Where Nobody Knows My Name (Reprise)
11. The Byrds - So You Want To Be A Rock & Roll Star
12. Christopher Young -  Bearly Home
13. Christopher Young -  Nylon Hymn